# Барейро, Адам
Адам Фернандо Барейро Гамарра (исп. Adam Fernando Bareiro Gamarra; род. 26 июля 1996, Итаугуа, Сентраль) — парагвайский футболист, нападающий клуба «Эр-Райан» и сборной Парагвая.

## Клубная карьера
Барейро — воспитанник клуба «Олимпия». 1 февраля 2015 года в матче против «Рубио Нью» он дебютировал в парагвайской Примере. В 2016 году Адам на правах аренды перешёл в столичный «Ривер Плейт». 12 августа в матче против «Спортиво Лукеньо» он дебютировал за новую команду. В 2017 году Барейро перешёл в «Насьональ». 6 февраля в матче против «Депортиво Капиата» он дебютировал за новый клуб. 28 апреля в поединке против «Рубио Нью» Адам забил свой первый гол за «Насьональ». В матчах Южноамериканского кубка против бразильского «Крузейро» и «Олимпии» он забил по голу.
В начале 2019 года Барейро перешёл в мексиканский «Монтеррей». 6 января в матче против «Пачуки» он дебютировал в мексиканской Примере. 28 апреля в поединке против «Некаксы» Адам забил свой первый гол за «Монтеррей». В своём дебютном сезоне он помог клубу выиграть Лигу чемпионов КОНКАКАФ.
Летом того же года Барейро на правах аренды перешёл в аргентинский «Сан-Лоренсо». 25 июля в матче Кубка Либертадорес против «Серро Портеньо» он дебютировал за основной состав. 1 августа в ответном поединке Адам забил свой первый гол за «Сан-Лоренсо». 4 августа в матче против «Химнасии Ла-Плата» он дебютировал в аргентинской Примере. В 2020 года Барейро перешёл в на правах аренды в турецкий «Аланьяспор». 12 сентября в матче против «Сивасспора» он дебютировал в турецкой Суперлиге. 19 сентября в поединке против «Кайсериспора» Адам забил свой первый гол за «Аланьяспора».
Летом 2021 года Барейро был арендован «Атлетико Сан-Луис». 25 июля в матче против «Гвадалахары» он дебютировал за новую команду. В этом же поединке Адам забил свой первый гол за «Атлетико Сан-Луис». В 2022 году Барейро вновь был арендован «Сан-Лоренсо». По окончании аренды клуб выкупил трансфер игрока. В 2023 году в матчах Южноамериканского кубка против венесуэльского «Эстудиантес де Мерида», колумбийского «Индепендьенте Медельин» и «Сан-Паулу» он забил шесть голов. 10 мая 2024 года в поединке Кубка Либертадорес против эквадорского «Индепендьенте дель Валье» Байреро забил гол.

## Международная карьера
13 октября 2023 года в отборочном матче чемпионата мира 2026 года против сборной Аргентины Барейро дебютировал за сборную Парагвая.

## Достижения
Командные
 «Монтеррей»
- Обладатель Кубка чемпионов КОНКАКАФ — 2019